# Хопсу, Инка
Инка Инари Хопсу (фин. Inka Inari Hopsu; род. 25 сентября 1976, Эспоо, Финляндия) — финская учительница и политический деятель. Второй заместитель парламентской группы «Зелёный союз». Депутат эдускунты с 17 апреля 2019 года.

## Биография
Родилась 25 сентября 1976 года в Эспоо.
В 2006 году получила степень магистра наук в области образования в Хельсинкском университете.
В 2008—2010 годах работала учительницей в городе Эспоо, в 2010—2011 годах — в Франко-финской школе в Хельсинки, в 2013 году — в Хельсинки.
С 2014 года работает менеджером и координатором в организации Евангелическо-лютеранской церкви Kirkon ulkomaanapu.

## Политическая карьера
По результатам парламентских выборов 2019 года избрана депутатом эдускунты от избирательного округа Уусимаа от партии «Зелёный союз». Переизбрана на выборах 2023 года. Член финской делегации в Парламентской ассамблее ОБСЕ (2019—2023), Экологического комитета (2019—2020, заместитель председателя в 2019), Комитета по иностранным делам (2019—2023), Комитета по образованию с 2023 года, Финансового комитета в 2019—2021 и с 2024 года (заместитель председателя с 15 ноября 2024 года).
С 14 июня 2023 года — второй заместитель парламентской группы «Зелёный союз».

## Личная жизнь
Живёт в Эспоо.